# Llista de monuments de l'Alt Camp
Aquesta és una llista de monuments de l'Alt Camp que han estat inclosos en l'Inventari del Patrimoni Arquitectònic Català per la comarca de l'Alt Camp. Inclou els inscrits en el Registre de Béns Culturals d'Interès Nacional (BCIN) amb la classificació de monuments o conjunts històrics, els Béns Culturals d'Interès Local (BCIL) de caràcter immoble i la resta de béns arquitectònics integrants del patrimoni cultural català.

## Aiguamúrcia
Vegeu la llista de monuments d'Aiguamúrcia

## Alcover
Vegeu la llista de monuments d'Alcover

## Alió
| Monument                                         | Protecció   | Estil/època                                              | Localització                          | Coordenades                                          | Codi?         | Imatge |
| ------------------------------------------------ | ----------- | -------------------------------------------------------- | ------------------------------------- | ---------------------------------------------------- | ------------- | --- |
| Restes de murs de la vila d'Alió                 | BCIN 773-MH | Gòtic Medieval                                           | Alió                                  | 41° 17′ 38″ N, 1° 18′ 17″ E / 41.293912°N,1.304675°E | RI-51-0006566 | Restes de murs de la vila d'Alió · Vegeu més fotos d'aquest monument · Carregueu una nova foto d'aquest monument            |
| Església parroquial de Sant Bartomeu             | BCIL 1982   | Barroc, neoclassicisme XVIII                             | Alió Pl. Bartomeu                     | 41° 17′ 41″ N, 1° 18′ 22″ E / 41.294850°N,1.305978°E | IPA-2173      | Església parroquial de Sant Bartomeu (Alió) · Vegeu més fotos d'aquest monument · Carregueu una nova foto d'aquest monument |
| Celler de la Cooperativa Agrícola d'Alió         | BCIL 1982   | Modernisme Claudi Duran i Cèsar Martinell XX (1911-1917) | Alió Av. Montserrat, 21               | 41° 17′ 47″ N, 1° 18′ 30″ E / 41.296408°N,1.308402°E | IPA-2174      | Celler de la Cooperativa Agrícola d'Alió · Vegeu més fotos d'aquest monument · Carregueu una nova foto d'aquest monument    |
| Conjunt de dues cisternes i les seves connexions | BCIL 2009   | Obra popular XVIII                                       | Alió Av. Montserrat, 12 - camí d'Alió | 41° 17′ 41″ N, 1° 18′ 26″ E / 41.294816°N,1.307255°E | IPA-38916     | Carregueu una nova foto d'aquest monument                                                                                   |
| Centre històric d'Alió                           | BCIL 1982   | Obra popular Medieval-XX                                 | Alió                                  | 41° 17′ 38″ N, 1° 18′ 18″ E / 41.293972°N,1.305137°E | IPA-39957     | Centre històric d'Alió · Vegeu més fotos d'aquest monument · Carregueu una nova foto d'aquest monument                      |

## Bràfim
| Monument                                                         | Protecció   | Estil/època                           | Localització                              | Coordenades                                          | Codi?         | Imatge |
| ---------------------------------------------------------------- | ----------- | ------------------------------------- | ----------------------------------------- | ---------------------------------------------------- | ------------- | --- |
| Torre de Bràfim, Torre del Garriga                               | BCIN 742-MH | Medieval, XIX                         | Bràfim Al nord-est del nucli urbà         | 41° 16′ 40″ N, 1° 21′ 08″ E / 41.27778°N,1.352204°E  | RI-51-0006598 | Torre de Bràfim · Vegeu més fotos d'aquest monument · Carregueu una nova foto d'aquest monument                                                           |
| Cal Garriga                                                      |             | Obra popular, neoclassicisme XIX      | Bràfim C. d'Avall, 17                     | 41° 16′ 09″ N, 1° 20′ 31″ E / 41.269149°N,1.341944°E | IPA-2175      | Cal Garriga (Bràfim) · Vegeu més fotos d'aquest monument · Carregueu una nova foto d'aquest monument                                                      |
| Habitatge a l'avinguda Catalunya, 7, o Casa J. A.                |             | Eclecticisme, modernisme XX (1911)    | Bràfim Av. Catalunya,7                    | 41° 16′ 06″ N, 1° 20′ 27″ E / 41.268456°N,1.340904°E | IPA-2176      | Habitatge a l'avinguda Catalunya, 7 (Bràfim) · Vegeu més fotos d'aquest monument · Carregueu una nova foto d'aquest monument                              |
| Habitatge al carrer Major, 5                                     |             | Eclecticisme XIX                      | Bràfim C. Major, 5                        | 41° 16′ 08″ N, 1° 20′ 27″ E / 41.268847°N,1.340775°E | IPA-2177      | Habitatge al carrer Major, 5 (Bràfim) · Vegeu més fotos d'aquest monument · Carregueu una nova foto d'aquest monument                                     |
| Casa de la Vila                                                  | BCIL 2005   | Noucentisme Cèsar Martinell XX (1923) | Bràfim Pl. de la Vila, 1                  | 41° 16′ 08″ N, 1° 20′ 28″ E / 41.268753°N,1.341111°E | IPA-2178      | Casa de la Vila (Bràfim) · Vegeu més fotos d'aquest monument · Carregueu una nova foto d'aquest monument                                                  |
| Església parroquial de Sant Jaume                                | BCIL 2005   | Barroc XVII                           | Bràfim Pl. de la Vila, 4                  | 41° 16′ 07″ N, 1° 20′ 29″ E / 41.268574°N,1.341306°E | IPA-2179      | Església parroquial de Sant Jaume (Bràfim) · Vegeu més fotos d'aquest monument · Carregueu una nova foto d'aquest monument                                |
| Santuari de la Mare de Déu del Lloret                            | BCIL 2005   | Historicisme XIX                      | Bràfim Al cim del turó de Puigrodó        | 41° 16′ 00″ N, 1° 20′ 49″ E / 41.266566°N,1.346810°E | IPA-2180      | Santuari de la Mare de Déu del Lloret (Bràfim) · Vegeu més fotos d'aquest monument · Carregueu una nova foto d'aquest monument                            |
| Celler Cooperatiu, Vins Padró                                    |             | Noucentisme XX Inici                  | Bràfim Av. Catalunya, 56                  | 41° 16′ 01″ N, 1° 20′ 19″ E / 41.266900°N,1.338554°E | IPA-7958      | Celler Cooperatiu (Bràfim) · Vegeu més fotos d'aquest monument · Carregueu una nova foto d'aquest monument                                                |
| Barraca I                                                        |             | Obra popular                          | Bràfim Camí de les Arenelles              |                                                      | IPA-37404     | Carregueu una nova foto d'aquest monument |
| Probable cossiol                                                 |             | Obra popular                          | Bràfim Mas d'en Virgili                   |                                                      | IPA-37406     | Carregueu una nova foto d'aquest monument |
| Barraca III                                                      |             | Obra popular                          | Bràfim Camí del Bosc de la Ponça          |                                                      | IPA-37408     | Carregueu una nova foto d'aquest monument |
| Barraca IV                                                       |             | Obra popular                          | Bràfim Camí del Bosc de la Ponça          |                                                      | IPA-37409     | Carregueu una nova foto d'aquest monument |
| Barraca V                                                        |             | Obra popular                          | Bràfim Camí del Bosc de la Ponça          |                                                      | IPA-37410     | Carregueu una nova foto d'aquest monument |
| Barraca VI                                                       |             | Obra popular                          | Bràfim                                    |                                                      | IPA-37412     | Carregueu una nova foto d'aquest monument |
| Barraca VII                                                      |             | Obra popular                          | Bràfim Partida de la Ponça                |                                                      | IPA-37414     | Carregueu una nova foto d'aquest monument |
| Barraca VIII                                                     |             | Obra popular                          | Bràfim Partida de la Ponça                |                                                      | IPA-37415     | Carregueu una nova foto d'aquest monument |
| Barraca IX                                                       |             | Obra popular                          | Bràfim Partida de la Ponça                |                                                      | IPA-37416     | Carregueu una nova foto d'aquest monument |
| Barraca X                                                        |             | Obra popular                          | Bràfim                                    |                                                      | IPA-37417     | Carregueu una nova foto d'aquest monument |
| Barraca del Camprubí                                             |             | Obra popular                          | Bràfim Camí de les Arenelles              |                                                      | IPA-37419     | Carregueu una nova foto d'aquest monument |
| Barraca del Sanabra                                              |             | Obra popular                          | Bràfim Camí de les Arenelles              |                                                      | IPA-37422     | Carregueu una nova foto d'aquest monument |
| Barraca XIII                                                     |             | Obra popular                          | Bràfim Camí de les Arenelles              |                                                      | IPA-37424     | Carregueu una nova foto d'aquest monument |
| Barraca XIV                                                      |             | Obra popular                          | Bràfim Camí de les Arenelles              |                                                      | IPA-37427     | Carregueu una nova foto d'aquest monument |
| Barraca XV                                                       |             | Obra popular                          | Bràfim Camí d'Alió                        |                                                      | IPA-37429     | Carregueu una nova foto d'aquest monument |
| Conjunt urbanístic format per les places del Portal i de la Vila | BCIL 2005   | Obra popular XVIII-XX                 | Bràfim Centre urbà                        | 41° 16′ 07″ N, 1° 20′ 29″ E / 41.268748°N,1.341250°E | IPA-39956     | Conjunt urbanístic format per les places del Portal i de la Vila (Bràfim) · Vegeu més fotos d'aquest monument · Carregueu una nova foto d'aquest monument |
| Font del Santuari de la Mare de Déu de Loreto                    |             | XX                                    | Bràfim Pl. del Santuari, Turó de Puigrodó | 41° 15′ 59″ N, 1° 20′ 47″ E / 41.26646°N,1.34633°E   | IPA-45528     | Carregueu una nova foto d'aquest monument |

## Cabra del Camp
| Monument                                       | Protecció   | Estil/època                                       | Localització                            | Coordenades                                          | Codi?         | Imatge |
| ---------------------------------------------- | ----------- | ------------------------------------------------- | --------------------------------------- | ---------------------------------------------------- | ------------- | --- |
| Castell de Cabra                               | BCIN 563-MH | Medieval                                          | Cabra del Camp                          | 41° 23′ 18″ N, 1° 17′ 59″ E / 41.38836°N,1.29982°E   | RI-51-0006600 | Carregueu una nova foto d'aquest monument |
| Celler del Sindicat Agrícola, celler i trull   | BCIL 1982   | Noucentisme, modernisme Cèsar Martinell XX (1920) | Cabra del Camp Raval de la Creu, 9      | 41° 23′ 44″ N, 1° 16′ 31″ E / 41.395633°N,1.275312°E | IPA-2181      | Celler del Sindicat Agrícola (Cabra del Camp) · Vegeu més fotos d'aquest monument · Carregueu una nova foto d'aquest monument                   |
| Església parroquial de Santa Maria             | BCIL 1982   | Barroc, neoclassicisme XVIII                      | Cabra del Camp Pl. de l'Església        | 41° 23′ 43″ N, 1° 16′ 38″ E / 41.395181°N,1.277087°E | IPA-2182      | Església parroquial de Santa Maria (Cabra del Camp) · Vegeu més fotos d'aquest monument · Carregueu una nova foto d'aquest monument             |
| Xalet                                          |             | Modernisme Cèsar Martinell Brunet XX (1918)       | Cabra del Camp C. Giné i Partagàs, 20   | 41° 23′ 36″ N, 1° 16′ 35″ E / 41.393274°N,1.276477°E | IPA-2183      | Carregueu una nova foto d'aquest monument |
| Edifici de l'antiga Societat Agrícola de Cabra |             | Obra popular XX (1912)                            | Cabra del Camp C. Giné i Partagàs, 8-10 | 41° 23′ 38″ N, 1° 16′ 34″ E / 41.394017°N,1.276033°E | IPA-2184      | Edifici de l'antiga Societat Agrícola de Cabra (Cabra del Camp) · Vegeu més fotos d'aquest monument · Carregueu una nova foto d'aquest monument |
| Cal Metge                                      |             | Historicisme XX (1930)                            | Cabra del Camp C. Major, 18             | 41° 23′ 41″ N, 1° 16′ 37″ E / 41.394841°N,1.276949°E | IPA-2185      | Carregueu una nova foto d'aquest monument |
| Safareig públic i Font de la Salut             |             | XIX (1878)                                        | Cabra del Camp Sota plaça de la Creu    | 41° 23′ 42″ N, 1° 16′ 32″ E / 41.394968°N,1.275645°E | IPA-2262      | Safareig públic i Font de la Salut (Cabra del Camp) · Vegeu més fotos d'aquest monument · Carregueu una nova foto d'aquest monument             |
| Font de la Creu                                |             | Historicisme XIX (1878)                           | Cabra del Camp Raval de la Creu         | 41° 23′ 42″ N, 1° 16′ 33″ E / 41.395114°N,1.275844°E | IPA-2263      | Carregueu una nova foto d'aquest monument |
| El Pou de la neu                               |             |                                                   | Cabra del Camp                          |                                                      | IPA-37141     | Carregueu una nova foto d'aquest monument |
| Barraca I                                      |             | Obra popular                                      | Cabra del Camp Zona del Mas de la Fam   |                                                      | IPA-37399     | Carregueu una nova foto d'aquest monument |
| Barraca IX                                     |             | Obra popular                                      | Cabra del Camp Camí del Mas de la Fam   |                                                      | IPA-37428     | Carregueu una nova foto d'aquest monument |
| Barraca X                                      |             | Obra popular                                      | Cabra del Camp Camí del Mas de la Fam   |                                                      | IPA-37431     | Carregueu una nova foto d'aquest monument |
| Barraca XI                                     |             | Obra popular                                      | Cabra del Camp Camí del Mas de la Fam   |                                                      | IPA-37432     | Carregueu una nova foto d'aquest monument |
| Barraca XII                                    |             | Obra popular                                      | Cabra del Camp Camí del Mas de la Fam   |                                                      | IPA-37433     | Carregueu una nova foto d'aquest monument |
| Barraca XIII                                   |             | Obra popular                                      | Cabra del Camp Camí del Mas de la Fam   |                                                      | IPA-37434     | Carregueu una nova foto d'aquest monument |
| Barraca XIV                                    |             | Obra popular                                      | Cabra del Camp Camí del Mas de la Fam   |                                                      | IPA-37435     | Carregueu una nova foto d'aquest monument |
| Barraca XV                                     |             | Obra popular                                      | Cabra del Camp Camí del Mas de la Fam   |                                                      | IPA-37437     | Carregueu una nova foto d'aquest monument |
| Arneres                                        |             | Obra popular                                      | Cabra del Camp Camí del Mas de la Fam   |                                                      | IPA-37438     | Carregueu una nova foto d'aquest monument |

## Figuerola del Camp
| Monument                                                        | Protecció    | Estil/època           | Localització                                                                       | Coordenades                                          | Codi?         | Imatge |
| --------------------------------------------------------------- | ------------ | --------------------- | ---------------------------------------------------------------------------------- | ---------------------------------------------------- | ------------- | --- |
| Castell de Figuerola                                            | BCIN 848-MH  |                       | Figuerola del Camp C. del Castell, sense restes                                    |                                                      | RI-51-0006627 | Carregueu una nova foto d'aquest monument                                                                                                |
| Torre de la Mixarda, Torre dels Moros                           | BCIN 1858-MH | Gòtic XII-XIII, XV    | Figuerola del Camp Partida del Mas del Llop, a uns 5 km al sud-oest del nucli urbà | 41° 20′ 28″ N, 1° 15′ 17″ E / 41.340976°N,1.254594°E | RI-51-0006772 | Torre de la Mixarda (Figuerola del Camp) · Vegeu més fotos d'aquest monument · Carregueu una nova foto d'aquest monument                 |
| Església de Sant Jaume de Figuerola                             | BCIL 2000    | Barroc XVIII          | Figuerola del Camp C. de Dalt, 1                                                   | 41° 22′ 19″ N, 1° 15′ 54″ E / 41.372017°N,1.265086°E | IPA-2186      | Església de Sant Jaume de Figuerola (Figuerola del Camp) · Vegeu més fotos d'aquest monument · Carregueu una nova foto d'aquest monument |
| Can Balanyà                                                     | BCIL 2000    | Obra popular XIX      | Figuerola del Camp C. de les Portelles, 13                                         | 41° 22′ 16″ N, 1° 15′ 51″ E / 41.371134°N,1.264151°E | IPA-2187      | Carregueu una nova foto d'aquest monument                                                                                                |
| Cal Maleter                                                     | BCIL 2000    | Modernisme XX (1916)  | Figuerola del Camp C. Baixada de Sant Jaume, 18                                    | 41° 22′ 17″ N, 1° 15′ 53″ E / 41.371427°N,1.264615°E | IPA-2188      | Carregueu una nova foto d'aquest monument                                                                                                |
| Sindicat Agrícola de Sant Jaume, Cooperativa Agrícola Figuerola | BCIL 2000    | Noucentisme XX (1921) | Figuerola del Camp C. del Solar, 17                                                | 41° 22′ 16″ N, 1° 15′ 56″ E / 41.371190°N,1.265429°E | IPA-2189      | Sindicat Agrícola de Sant Jaume (Figuerola del Camp) · Vegeu més fotos d'aquest monument · Carregueu una nova foto d'aquest monument     |
| Can Mercadé                                                     | BCIL 2000    | Obra popular XVIII    | Figuerola del Camp C. del Solar, 19                                                | 41° 22′ 16″ N, 1° 15′ 54″ E / 41.371117°N,1.265114°E | IPA-2190      | Carregueu una nova foto d'aquest monument                                                                                                |
| Edifici d'habitatges al carrer del Solar, 40                    | BCIL 2000    | Obra popular XVIII-XX | Figuerola del Camp C. del Solar, 40                                                | 41° 22′ 16″ N, 1° 15′ 53″ E / 41.371121°N,1.264703°E | IPA-2191      | Carregueu una nova foto d'aquest monument                                                                                                |
| Mas d'en Llop                                                   | BCIL 2000    | Obra popular          | Figuerola del Camp A l'extrem sud-oest del terme municipal                         | 41° 20′ 42″ N, 1° 15′ 04″ E / 41.344982°N,1.251242°E | IPA-2192      | Carregueu una nova foto d'aquest monument                                                                                                |
| Església de Sant Mateu                                          | BCIL 2000    | Romànic XII           | Figuerola del Camp Miramar                                                         | 41° 21′ 07″ N, 1° 13′ 48″ E / 41.351938°N,1.230086°E | IPA-2194      | Església de Sant Mateu (Figuerola del Camp) · Vegeu més fotos d'aquest monument · Carregueu una nova foto d'aquest monument              |
| Cal Freixes, habitatge a Miramar 1                              | BCIL 2000    |                       | Figuerola del Camp Tancant el c. Major, Miramar                                    | 41° 21′ 06″ N, 1° 13′ 48″ E / 41.351660°N,1.230124°E | IPA-2195      | Cal Freixes (Figuerola del Camp) · Vegeu més fotos d'aquest monument · Carregueu una nova foto d'aquest monument                         |
| Habitatge a Miramar 2                                           | BCIL 2000    | Obra popular XIX      | Figuerola del Camp C. Major, Miramar                                               | 41° 21′ 08″ N, 1° 13′ 52″ E / 41.352103°N,1.230997°E | IPA-2196      | Carregueu una nova foto d'aquest monument                                                                                                |
| Centre històric de Figuerola                                    | BCIL 2000    |                       | Figuerola del Camp C. de Dalt, c. Major i voltants                                 | 41° 22′ 17″ N, 1° 15′ 53″ E / 41.371298°N,1.264766°E | IPA-2264      | Centre històric de Figuerola (Figuerola del Camp) · Vegeu més fotos d'aquest monument · Carregueu una nova foto d'aquest monument        |
| Miramar                                                         | BCIL 2000    |                       | Figuerola del Camp                                                                 | 41° 21′ 07″ N, 1° 13′ 49″ E / 41.351828°N,1.230318°E | IPA-2265      | Miramar (Figuerola del Camp) · Vegeu més fotos d'aquest monument · Carregueu una nova foto d'aquest monument                             |
| Cal Garriga                                                     | BCIL 2000    | Obra popular XIX      | Figuerola del Camp C. Major, Miramar                                               | 41° 21′ 07″ N, 1° 13′ 50″ E / 41.351823°N,1.230556°E | IPA-2266      | Cal Garriga (Figuerola del Camp) · Vegeu més fotos d'aquest monument · Carregueu una nova foto d'aquest monument                         |
| Font de la Vila                                                 | BCIL 2000    | XVIII                 | Figuerola del Camp Pl. de la Font de la Vila                                       | 41° 22′ 21″ N, 1° 15′ 57″ E / 41.372485°N,1.265876°E | IPA-2267      | Carregueu una nova foto d'aquest monument                                                                                                |
| Porta de l'antiga Casa dels Monjos de Poblet                    | BCIL 2000    | XV                    | Figuerola del Camp C. Major, 7                                                     | 41° 22′ 17″ N, 1° 15′ 55″ E / 41.371286°N,1.265173°E | IPA-2268      | Carregueu una nova foto d'aquest monument                                                                                                |
| Castell de Miramar                                              |              | XIII-XIV              | Figuerola del Camp                                                                 | 41° 21′ 07″ N, 1° 13′ 50″ E / 41.352078°N,1.230438°E | IPA-31070     | Carregueu una nova foto d'aquest monument                                                                                                |
| Pont del Diable o dels Moros                                    | BCIL 2000    |                       | Figuerola del Camp Vora del Mas del Llop sobre el torrent dels Masos               | 41° 20′ 45″ N, 1° 15′ 13″ E / 41.345962°N,1.253719°E | IPA-39519     | Carregueu una nova foto d'aquest monument                                                                                                |
| Forn de calç dels Jordans                                       |              | Obra poluar           | Figuerola del Camp Els Jordans                                                     |                                                      | IPA-52362     | Carregueu una nova foto d'aquest monument                                                                                                |

## Els Garidells
| Monument                          | Protecció   | Estil/època    | Localització                        | Coordenades                                          | Codi?         | Imatge |
| --------------------------------- | ----------- | -------------- | ----------------------------------- | ---------------------------------------------------- | ------------- | --- |
| Castell dels Garidells            | BCIN 879-MH | Medieval       | Els Garidells Al cim de la població | 41° 12′ 29″ N, 1° 14′ 50″ E / 41.208104°N,1.247223°E | RI-51-0006633 | Castell dels Garidells · Vegeu més fotos d'aquest monument · Carregueu una nova foto d'aquest monument                            |
| Església parroquial de Sant Jaume | BCIL 1982   | Neoclassicisme | Els Garidells Pl. de l'Església     | 41° 12′ 27″ N, 1° 14′ 53″ E / 41.207382°N,1.248009°E | IPA-7959      | Església parroquial de Sant Jaume (els Garidells) · Vegeu més fotos d'aquest monument · Carregueu una nova foto d'aquest monument |

## La Masó
| Monument                               | Protecció | Estil/època                               | Localització                                                  | Coordenades                                          | Codi?     | Imatge |
| -------------------------------------- | --------- | ----------------------------------------- | ------------------------------------------------------------- | ---------------------------------------------------- | --------- | --- |
| Sindicat Agrícola i Caixa Rural        |           | Noucentisme XX (1926)                     | La Masó C. de la Col, 3                                       | 41° 14′ 05″ N, 1° 13′ 15″ E / 41.234637°N,1.220826°E | IPA-2198  | Sindicat Agrícola i Caixa Rural (la Masó) · Vegeu més fotos d'aquest monument · Carregueu una nova foto d'aquest monument        |
| Casa Benet, o la Masó del Rourell      | BCIL 1982 | Obra popular                              | La Masó C. Santa Magdalena, 1                                 | 41° 14′ 05″ N, 1° 13′ 23″ E / 41.234766°N,1.223080°E | IPA-2199  | Casa Benet (la Masó) · Vegeu més fotos d'aquest monument · Carregueu una nova foto d'aquest monument                             |
| Ca l'Hereuet                           |           | Eclecticisme Ramon Salas Ricomà XX (1903) | La Masó C. Santa Magdalena, 7                                 | 41° 14′ 04″ N, 1° 13′ 24″ E / 41.234385°N,1.223451°E | IPA-2200  | Ca l'Hereuet (la Masó) · Vegeu més fotos d'aquest monument · Carregueu una nova foto d'aquest monument                           |
| Cal Palau                              |           | Modernisme XX (1910)                      | La Masó La Placeta, 8                                         | 41° 14′ 03″ N, 1° 13′ 24″ E / 41.234299°N,1.223416°E | IPA-2201  | Cal Palau (la Masó) · Vegeu més fotos d'aquest monument · Carregueu una nova foto d'aquest monument                              |
| Església parroquial de Santa Magdalena | BCIL 1982 | Historicisme XIX                          | La Masó C. Major                                              | 41° 14′ 06″ N, 1° 13′ 22″ E / 41.235061°N,1.222764°E | IPA-2202  | Església parroquial de Santa Magdalena (la Masó) · Vegeu més fotos d'aquest monument · Carregueu una nova foto d'aquest monument |
| Pont sobre el riu Francolí             | BCIL 1982 |                                           | La Masó Ctra. T-751 de Vallmoll a la Masó                     | 41° 14′ 01″ N, 1° 13′ 41″ E / 41.233502°N,1.227968°E | IPA-2203  | Pont sobre el riu Francolí (la Masó) · Vegeu més fotos d'aquest monument · Carregueu una nova foto d'aquest monument             |
| Molí de la Masó                        |           |                                           | La Masó Dreta riu Francolí, ctra. T-751 de Vallmoll a la Masó | 41° 14′ 03″ N, 1° 13′ 42″ E / 41.234111°N,1.228379°E | IPA-14552 | Molí de la Masó · Vegeu més fotos d'aquest monument · Carregueu una nova foto d'aquest monument                                  |
| Escola Pública Els Til·lers            |           | Noucentisme Adolf Florensa Ferrer XX      | La Masó C. Sant Isidre                                        | 41° 14′ 02″ N, 1° 13′ 26″ E / 41.23376°N,1.22382°E   | IPA-49576 | Carregueu una nova foto d'aquest monument                                                                                        |

## El Milà
| Monument                            | Protecció    | Estil/època                  | Localització               | Coordenades                                          | Codi?         | Imatge |
| ----------------------------------- | ------------ | ---------------------------- | -------------------------- | ---------------------------------------------------- | ------------- | --- |
| Castell del Milà, o el Castell      | BCIN 1859-MH | Obra popular XV-XVII         | El Milà Pl. del Castell, 3 | 41° 14′ 53″ N, 1° 12′ 25″ E / 41.248135°N,1.206885°E | RI-51-0006641 | Castell del Milà · Vegeu més fotos d'aquest monument · Carregueu una nova foto d'aquest monument                              |
| Església parroquial de Santa Úrsula | BCIL 1982    | Historicisme XX (1919)       | El Milà Pl. del Castell, 2 | 41° 14′ 53″ N, 1° 12′ 23″ E / 41.247997°N,1.206449°E | IPA-2205      | Església parroquial de Santa Úrsula (el Milà) · Vegeu més fotos d'aquest monument · Carregueu una nova foto d'aquest monument |
| Església vella                      | BCIL 1982    | Obra popular XVI-XVII, XVIII | El Milà Pl. de l'Església  | 41° 14′ 53″ N, 1° 12′ 24″ E / 41.248034°N,1.206795°E | IPA-39481     | Carregueu una nova foto d'aquest monument                                                                                     |

## Montferri
| Monument                                                           | Protecció    | Estil/època                                 | Localització                                          | Coordenades                                          | Codi?         | Imatge |
| ------------------------------------------------------------------ | ------------ | ------------------------------------------- | ----------------------------------------------------- | ---------------------------------------------------- | ------------- | --- |
| Torre de Montferri, o Torre del Moro                               | BCIN 1862-MH | XII                                         | Montferri Dalt del turó de Tossagrossa                | 41° 15′ 05″ N, 1° 22′ 02″ E / 41.25139°N,1.36722°E   | RI-51-0006647 | Torre de Montferri · Vegeu més fotos d'aquest monument · Carregueu una nova foto d'aquest monument                                 |
| Castell de Rocamora, o Castell de Montferri, Castell de Puigtinyòs | BCIN 1863-MH | XI                                          | Montferri                                             | 41° 15′ 45″ N, 1° 21′ 59″ E / 41.262591°N,1.366287°E | RI-51-0006646 | Castell de Rocamora (Montferri) · Vegeu més fotos d'aquest monument · Carregueu una nova foto d'aquest monument                    |
| Rectoria, o l'Abadia                                               |              | Obra popular XV                             | Montferri C. Major, 41                                | 41° 15′ 55″ N, 1° 21′ 58″ E / 41.265395°N,1.366071°E | IPA-2209      | Rectoria (Montferri) · Vegeu més fotos d'aquest monument · Carregueu una nova foto d'aquest monument                               |
| Ermita de la Mare de Déu de Montserrat                             | BCIL 1982    | Modernisme Josep Maria Jujol XX (1925-1999) | Montferri Ctra. des de la rotonda d'accés a Montferri | 41° 16′ 07″ N, 1° 22′ 11″ E / 41.268624°N,1.369698°E | IPA-2210      | Ermita de la Mare de Déu de Montserrat (Montferri) · Vegeu més fotos d'aquest monument · Carregueu una nova foto d'aquest monument |
| Portal del Clos Emmurallat                                         |              | Obra popular Medieval                       | Montferri Extrem del c. Major                         | 41° 15′ 55″ N, 1° 22′ 00″ E / 41.265298°N,1.366657°E | IPA-2277      | Portal del Clos Emmurallat (Montferri) · Vegeu més fotos d'aquest monument · Carregueu una nova foto d'aquest monument             |
| Església de Sant Bartomeu                                          | BCIL 1982    | Gòtic, neoclassicisme XIII-XVIII            | Montferri C. Major                                    | 41° 15′ 56″ N, 1° 21′ 57″ E / 41.265560°N,1.365914°E | IPA-2279      | Església de Sant Bartomeu (Montferri) · Vegeu més fotos d'aquest monument · Carregueu una nova foto d'aquest monument              |
| Molí de Montferri                                                  |              |                                             | Montferri Esquerra riu Gaià                           | 41° 16′ 44″ N, 1° 21′ 29″ E / 41.278813°N,1.358038°E | IPA-14569     | Carregueu una nova foto d'aquest monument                                                                                          |
| Molí de Puigtinyós, o Molí del Postinyós                           |              | XIV-XV                                      | Montferri Esquerra riu Gaià                           | 41° 15′ 33″ N, 1° 21′ 31″ E / 41.259030°N,1.358626°E | IPA-14570     | Carregueu una nova foto d'aquest monument                                                                                          |

## Mont-ral
| Monument                                                            | Protecció | Estil/època                            | Localització                                                             | Coordenades                                          | Codi?     | Imatge |
| ------------------------------------------------------------------- | --------- | -------------------------------------- | ------------------------------------------------------------------------ | ---------------------------------------------------- | --------- | --- |
| Nucli de Mont-ral                                                   | BCIL 2004 | Obra popular                           | Mont-ral                                                                 | 41° 17′ 13″ N, 1° 05′ 49″ E / 41.28697°N,1.09707°E   | IPA-2272  | Nucli de Mont-ral · Vegeu més fotos d'aquest monument · Carregueu una nova foto d'aquest monument                            |
| Centre històric de Farena                                           | BCIL 2004 | Obra popular                           | Mont-ral Farena                                                          | 41° 18′ 42″ N, 1° 05′ 10″ E / 41.31164°N,1.08622°E   | IPA-2280  | Centre històric de Farena (Mont-ral) · Vegeu més fotos d'aquest monument · Carregueu una nova foto d'aquest monument         |
| Can Vilalta, el Castellot                                           |           |                                        | Mont-ral Farena                                                          | 41° 18′ 41″ N, 1° 05′ 10″ E / 41.311473°N,1.086241°E | IPA-2283  | Carregueu una nova foto d'aquest monument                                                                                    |
| Esglesiola de Sant Andreu                                           | BCIL 2004 | Romànic XII                            | Mont-ral Farena                                                          | 41° 18′ 41″ N, 1° 05′ 11″ E / 41.311381°N,1.086423°E | IPA-2284  | Esglesiola de Sant Andreu (Mont-ral) · Vegeu més fotos d'aquest monument · Carregueu una nova foto d'aquest monument         |
| Casa senyorial                                                      |           |                                        | Mont-ral C. Major, l'Aixàviga                                            | 41° 16′ 26″ N, 1° 05′ 01″ E / 41.273834°N,1.083509°E | IPA-2285  | Carregueu una nova foto d'aquest monument                                                                                    |
| Església parroquial de Sant Pere de Mont-ral o Sant Pere ad Víncula | BCIL 2004 | Romànic, gòtic, barroc XII-XIII, XVIII | Mont-ral Part més alta del nucli urbà                                    | 41° 17′ 14″ N, 1° 05′ 53″ E / 41.287318°N,1.097975°E | IPA-2286  | Església parroquial de Sant Pere de Mont-ral · Vegeu més fotos d'aquest monument · Carregueu una nova foto d'aquest monument |
| Molí de Mont-ral                                                    |           |                                        | Mont-ral A la dreta del riu                                              | 41° 18′ 29″ N, 1° 06′ 23″ E / 41.308044°N,1.106290°E | IPA-14571 | Carregueu una nova foto d'aquest monument                                                                                    |
| Molins del Glorieta de Baix                                         |           | XIII                                   | Mont-ral Esquerra riu Glorieta                                           | 41° 16′ 36″ N, 1° 06′ 35″ E / 41.276688°N,1.109774°E | IPA-14572 | Carregueu una nova foto d'aquest monument                                                                                    |
| Molins del Glorieta de Dalt                                         |           | XIII                                   | Mont-ral Esquerra riu Glorieta                                           | 41° 16′ 40″ N, 1° 06′ 25″ E / 41.277797°N,1.106965°E | IPA-14573 | Carregueu una nova foto d'aquest monument                                                                                    |
| Molí del Mas Moster                                                 |           |                                        | Mont-ral Esquerra riu Glorieta                                           | 41° 16′ 46″ N, 1° 05′ 21″ E / 41.279550°N,1.089285°E | IPA-14574 | Carregueu una nova foto d'aquest monument                                                                                    |
| Molí d'en Roig                                                      |           |                                        | Mont-ral Esquerra riu Glorieta                                           |                                                      | IPA-14575 | Carregueu una nova foto d'aquest monument                                                                                    |
| Molí de les Truites                                                 |           |                                        | Mont-ral Esquerra riu Brugent                                            | 41° 18′ 30″ N, 1° 05′ 45″ E / 41.308247°N,1.095962°E | IPA-14576 | Carregueu una nova foto d'aquest monument                                                                                    |
| La Nevera                                                           |           | Obra popular                           | Mont-ral                                                                 |                                                      | IPA-37143 | Carregueu una nova foto d'aquest monument                                                                                    |
| La Nevera del Mas de Muster                                         |           | Obra popular XVII-XVIII                | Mont-ral A la dreta del barranc de la Font Freda, inici del riu Glorieta |                                                      | IPA-37144 | Carregueu una nova foto d'aquest monument                                                                                    |
| Molí de Farena                                                      |           | Obra popular                           | Mont-ral                                                                 |                                                      | IPA-52390 | Carregueu una nova foto d'aquest monument                                                                                    |
| Molí del Borrós                                                     |           | Obra popular                           | Mont-ral                                                                 |                                                      | IPA-52392 | Carregueu una nova foto d'aquest monument                                                                                    |
| Molí del Vilalta                                                    |           | Obra popular XVII-XVIII                | Mont-ral                                                                 | 41° 18′ 39″ N, 1° 06′ 01″ E / 41.31082°N,1.10027°E   | IPA-52408 | Carregueu una nova foto d'aquest monument                                                                                    |
| Molí Cristí                                                         |           | Obra popular XVII-XVIII                | Mont-ral                                                                 | 41° 18′ 37″ N, 1° 05′ 52″ E / 41.31022°N,1.09780°E   | IPA-52410 | Carregueu una nova foto d'aquest monument                                                                                    |

## Nulles
| Monument                                    | Protecció    | Estil/època                           | Localització                                            | Coordenades                                          | Codi?         | Imatge |
| ------------------------------------------- | ------------ | ------------------------------------- | ------------------------------------------------------- | ---------------------------------------------------- | ------------- | --- |
| Celler del Sindicat Agrícola de Sant Isidre | BCIN 1861-MH | Noucentisme Cèsar Martinell XX (1920) | Nulles C. Estació                                       | 41° 15′ 03″ N, 1° 17′ 51″ E / 41.250805°N,1.297512°E | RI-51-0010775 | Celler del Sindicat Agrícola de Sant Isidre (Nulles) · Vegeu més fotos d'aquest monument · Carregueu una nova foto d'aquest monument |
| Capella de la Santa Creu                    |              | Obra popular                          | Nulles Nucli urbà de Bellavista                         | 41° 15′ 41″ N, 1° 16′ 36″ E / 41.261380°N,1.276609°E | IPA-2212      | Capella de la Santa Creu (Nulles) · Vegeu més fotos d'aquest monument · Carregueu una nova foto d'aquest monument                    |
| Església parroquial de Sant Joan Baptista   | BCIL 1982    | Barroc XVI, XVIII                     | Nulles Pl. de l'Església                                | 41° 14′ 58″ N, 1° 17′ 40″ E / 41.249320°N,1.294575°E | IPA-2213      | Església parroquial de Sant Joan Baptista (Nulles) · Vegeu més fotos d'aquest monument · Carregueu una nova foto d'aquest monument   |
| Habitatge a Casafort                        |              | XVIII                                 | Nulles Nucli urbà de Casafort                           | 41° 15′ 21″ N, 1° 18′ 08″ E / 41.255742°N,1.302347°E | IPA-2215      | Habitatge a Casafort (Nulles) · Vegeu més fotos d'aquest monument · Carregueu una nova foto d'aquest monument                        |
| Castell de Nulles                           |              |                                       | Nulles Restes de murs a ponent de l'església parroquial | 41° 14′ 58″ N, 1° 17′ 41″ E / 41.249439°N,1.294754°E | IPA-30516     | Castell de Nulles · Vegeu més fotos d'aquest monument · Carregueu una nova foto d'aquest monument                                    |

## El Pla de Santa Maria
Vegeu la llista de monuments del Pla de Santa Maria

## El Pont d'Armentera
| Monument                                                    | Protecció    | Estil/època              | Localització                                                               | Coordenades                                          | Codi?         | Imatge |
| ----------------------------------------------------------- | ------------ | ------------------------ | -------------------------------------------------------------------------- | ---------------------------------------------------- | ------------- | --- |
| Castell de Selmella                                         | BCIN 1282-MH | Romànic X                | El Pont d'Armentera En un cim a la serra de Comaverd                       | 41° 25′ 16″ N, 1° 20′ 16″ E / 41.421024°N,1.337742°E | RI-51-0006682 | Castell de Selmella (el Pont d'Armentera) · Vegeu més fotos d'aquest monument · Carregueu una nova foto d'aquest monument                    |
| Portal Clos, arcada del carrer de la Vila Closa             | BCIL 2006    | Gòtic                    | El Pont d'Armentera C. Vila Closa                                          | 41° 22′ 59″ N, 1° 21′ 50″ E / 41.383012°N,1.363913°E | IPA-2305      | Portal Clos (el Pont d'Armentera) · Vegeu més fotos d'aquest monument · Carregueu una nova foto d'aquest monument                            |
| Església parroquial de Santa Magdalena                      | BCIL 2006    | Barroc, gòtic tardà XVII | El Pont d'Armentera Pl. de l'Església, 17                                  | 41° 23′ 02″ N, 1° 21′ 45″ E / 41.383750°N,1.362553°E | IPA-2309      | Església parroquial de Santa Magdalena (el Pont d'Armentera) · Vegeu més fotos d'aquest monument · Carregueu una nova foto d'aquest monument |
| Església de Sant Llorenç                                    | BCIL 2006    | Romànic, gòtic XIII      | El Pont d'Armentera Nucli urbà de Selmella                                 | 41° 25′ 16″ N, 1° 20′ 18″ E / 41.421136°N,1.338336°E | IPA-2310      | Església de Sant Llorenç (el Pont d'Armentera) · Vegeu més fotos d'aquest monument · Carregueu una nova foto d'aquest monument               |
| Cal Silé                                                    | BCIL 2005    | Modernisme XX (1914)     | El Pont d'Armentera C. del Doctor Bedós, 3                                 | 41° 22′ 59″ N, 1° 21′ 49″ E / 41.382996°N,1.363524°E | IPA-2311      | Cal Silé (el Pont d'Armentera) · Vegeu més fotos d'aquest monument · Carregueu una nova foto d'aquest monument                               |
| Cal Cagall, Pallissa de la Creu                             | BCIL 2006    | Obra popular             | El Pont d'Armentera Al nord-oest del nucli urbà, per la carretera TV-2141  | 41° 23′ 47″ N, 1° 21′ 16″ E / 41.396269°N,1.354576°E | IPA-2312      | Cal Cagall (el Pont d'Armentera) · Vegeu més fotos d'aquest monument · Carregueu una nova foto d'aquest monument                             |
| Restes de l'aqüeducte romà a Tarragona, Pont de les Femades |              | Obra popular Romà        | El Pont d'Armentera Sobre el torrent de Rupit, al nord-oest del nucli urbà | 41° 23′ 13″ N, 1° 21′ 34″ E / 41.386831°N,1.359411°E | IPA-7961      | Restes de l'aqüeducte romà a Tarragona (el Pont d'Armentera) · Vegeu més fotos d'aquest monument · Carregueu una nova foto d'aquest monument |
| Pont del Pont d'Armentera                                   |              | Obra popular             | El Pont d'Armentera                                                        | 41° 23′ 10″ N, 1° 21′ 38″ E / 41.385986°N,1.360663°E | IPA-14578     | Pont del Pont d'Armentera · Vegeu més fotos d'aquest monument · Carregueu una nova foto d'aquest monument                                    |
| El Molinet                                                  | BCIL 2006    | Obra popular             | El Pont d'Armentera Ctra. C-37 a l'entrada de la població des de Querol    | 41° 23′ 07″ N, 1° 21′ 59″ E / 41.385260°N,1.366481°E | IPA-14579     | El Molinet (el Pont d'Armentera) · Vegeu més fotos d'aquest monument · Carregueu una nova foto d'aquest monument                             |
| Molí de Morgades                                            | BCIL 2006    | Obra popular             | El Pont d'Armentera C. Raval Vell, 17                                      | 41° 22′ 58″ N, 1° 21′ 52″ E / 41.382895°N,1.36448°E  | IPA-14580     | Molí de Morgades (el Pont d'Armentera) · Vegeu més fotos d'aquest monument · Carregueu una nova foto d'aquest monument                       |
| Molí del Patró                                              |              | Obra popular             | El Pont d'Armentera C. Costa del Molí, 12                                  | 41° 22′ 57″ N, 1° 21′ 49″ E / 41.382548°N,1.363724°E | IPA-14581     | Molí del Patró (el Pont d'Armentera) · Vegeu més fotos d'aquest monument · Carregueu una nova foto d'aquest monument                         |
| Rentadors vells                                             | BCIL 2006    | Obra popular XIX-XX      | El Pont d'Armentera C. Raval Vell                                          | 41° 22′ 58″ N, 1° 21′ 50″ E / 41.382795°N,1.364027°E | IPA-39973     | Rentadors vells (el Pont d'Armentera) · Vegeu més fotos d'aquest monument · Carregueu una nova foto d'aquest monument                        |
| Conjunt del nucli urbà del Pont d'Armentera                 | BCIL 2006    | Obra popular Medieval-XX | El Pont d'Armentera Vila closa medieval                                    | 41° 22′ 59″ N, 1° 21′ 46″ E / 41.383005°N,1.362836°E | IPA-39982     | Conjunt del nucli urbà del Pont d'Armentera · Vegeu més fotos d'aquest monument · Carregueu una nova foto d'aquest monument                  |
| Casa Creus                                                  | BCIL 2023    |                          | El Pont d'Armentera C. Planeta, 1                                          | 41° 22′ 55″ N, 1° 21′ 48″ E / 41.38194°N,1.36344°E   | IPA-53694     | Carregueu una nova foto d'aquest monument |

## Puigpelat
| Monument                           | Protecció | Estil/època              | Localització                                                              | Coordenades                                          | Codi?     | Imatge |
| ---------------------------------- | --------- | ------------------------ | ------------------------------------------------------------------------- | ---------------------------------------------------- | --------- | --- |
| Portal de Puigpelat                | BCIL 2008 | Medieval                 | Puigpelat C. Canals                                                       | 41° 16′ 48″ N, 1° 17′ 48″ E / 41.279974°N,1.296705°E | IPA-2314  | Portal de Puigpelat (Puigpelat) · Vegeu més fotos d'aquest monument · Carregueu una nova foto d'aquest monument                |
| Església parroquial de Santa Maria | BCIL 2008 | Neoclassicisme XVIII     | Puigpelat C. Montserrat                                                   | 41° 16′ 47″ N, 1° 17′ 48″ E / 41.279637°N,1.296601°E | IPA-2315  | Església parroquial de Santa Maria (Puigpelat) · Vegeu més fotos d'aquest monument · Carregueu una nova foto d'aquest monument |
| Barraca I                          |           | Obra popular             | Puigpelat Camí de Bràfim a Alió                                           |                                                      | IPA-37442 | Carregueu una nova foto d'aquest monument                                                                                      |
| Barraca II                         |           | Obra popular             | Puigpelat Camí de Vila-rodona a Puigpelat                                 |                                                      | IPA-37443 | Carregueu una nova foto d'aquest monument                                                                                      |
| Barraca III                        |           | Obra popular             | Puigpelat                                                                 |                                                      | IPA-37446 | Carregueu una nova foto d'aquest monument                                                                                      |
| Barraca IV                         |           | Obra popular             | Puigpelat Cruïlla camí de Bràfim a Alió amb el de Vila-rodona a Puigpelat |                                                      | IPA-37448 | Carregueu una nova foto d'aquest monument                                                                                      |
| Barraca V                          |           | Obra popular             | Puigpelat Camí de Vila-rodona a Puigpelat                                 |                                                      | IPA-37450 | Carregueu una nova foto d'aquest monument                                                                                      |
| Barraca VI                         |           | Obra popular             | Puigpelat Camí de Bràfim a Alió                                           |                                                      | IPA-37453 | Carregueu una nova foto d'aquest monument                                                                                      |
| Barraca VII                        |           | Obra popular             | Puigpelat Camí de Bràfim a Alió                                           |                                                      | IPA-37454 | Carregueu una nova foto d'aquest monument                                                                                      |
| Barraca VIII                       |           | Obra popular             | Puigpelat Camí de Bràfim a Alió                                           |                                                      | IPA-37455 | Carregueu una nova foto d'aquest monument                                                                                      |
| Barraca IX                         |           | Obra popular             | Puigpelat Camí de Vila-rodona a Puigpelat                                 |                                                      | IPA-37456 | Carregueu una nova foto d'aquest monument                                                                                      |
| Barraca X                          |           | Obra popular             | Puigpelat Camí de Vila-rodona a Puigpelat                                 |                                                      | IPA-37458 | Carregueu una nova foto d'aquest monument                                                                                      |
| Barraca XI                         |           | Obra popular             | Puigpelat Camí de Vila-rodona a Puigpelat                                 |                                                      | IPA-37459 | Carregueu una nova foto d'aquest monument                                                                                      |
| Barraca XII                        |           | Obra popular             | Puigpelat Camí de Vila-rodona a Puigpelat                                 |                                                      | IPA-37460 | Carregueu una nova foto d'aquest monument                                                                                      |
| Barraca XIII                       |           | Obra popular             | Puigpelat                                                                 |                                                      | IPA-37463 | Carregueu una nova foto d'aquest monument                                                                                      |
| Barraca XIV                        |           | Obra popular             | Puigpelat                                                                 |                                                      | IPA-37464 | Carregueu una nova foto d'aquest monument                                                                                      |
| Barraca XV                         |           | Obra popular             | Puigpelat                                                                 |                                                      | IPA-37465 | Carregueu una nova foto d'aquest monument                                                                                      |
| Barraca XVI                        |           | Obra popular             | Puigpelat Los Bastars                                                     |                                                      | IPA-37468 | Carregueu una nova foto d'aquest monument                                                                                      |
| Barraca XVII                       |           | Obra popular             | Puigpelat Los Bastars                                                     |                                                      | IPA-37469 | Carregueu una nova foto d'aquest monument                                                                                      |
| Barraca XVIII                      |           | Obra popular             | Puigpelat Camí de Vila-rodona a Puigpelat                                 |                                                      | IPA-37470 | Carregueu una nova foto d'aquest monument                                                                                      |
| Barraca XIX                        |           | Obra popular             | Puigpelat Camí de Bràfim a Alió                                           |                                                      | IPA-37472 | Carregueu una nova foto d'aquest monument                                                                                      |
| Barraca XX                         |           | Obra popular             | Puigpelat Prop cruïlla camí d'Alió i camí de Puigpelat                    |                                                      | IPA-37474 | Carregueu una nova foto d'aquest monument                                                                                      |
| Barraca XXI                        |           | Obra popular             | Puigpelat Prop cruïlla camí d'Alió i camí dels Bastars                    |                                                      | IPA-37475 | Carregueu una nova foto d'aquest monument                                                                                      |
| Nucli antic de Puigpelat           | BCIL 2008 | Obra popular Medieval-XX | Puigpelat Al centre del nucli urbà                                        | 41° 16′ 47″ N, 1° 17′ 50″ E / 41.279826°N,1.297113°E | IPA-39984 | Nucli antic de Puigpelat · Vegeu més fotos d'aquest monument · Carregueu una nova foto d'aquest monument                       |

## Querol
| Monument                                   | Protecció      | Estil/època               | Localització                                                             | Coordenades                                            | Codi?         | Imatge |
| ------------------------------------------ | -------------- | ------------------------- | ------------------------------------------------------------------------ | ------------------------------------------------------ | ------------- | --- |
| Església de Sant Jaume de Montagut         | BCIN 382-MH-EN | Gòtic XIV                 | Querol Al peu del cim de Montagut                                        | 41° 24′ 35″ N, 1° 25′ 30″ E / 41.409745°N,1.425048°E   | IPA-443       | Església de Sant Jaume de Montagut (Querol) · Vegeu més fotos d'aquest monument · Carregueu una nova foto d'aquest monument     |
| Castell de Pinyana, el Castellot           | BCIN 1338-MH   | XI-XIII                   | Querol Ctra. T-213, km 33 camí fins al castell                           | 41° 24′ 25″ N, 1° 23′ 36″ E / 41.407078°N,1.393471°E   | RI-51-0006690 | Castell de Pinyana (Querol) · Vegeu més fotos d'aquest monument · Carregueu una nova foto d'aquest monument                     |
| Castell de Querol                          | BCIN 1343-MH   | X-XI, XVII-XVIII          | Querol A la part més alta del nucli urbà                                 | 41° 25′ 24″ N, 1° 23′ 52″ E / 41.423412°N,1.397888°E   | RI-51-0006689 | Castell de Querol · Vegeu més fotos d'aquest monument · Carregueu una nova foto d'aquest monument                               |
| Castell de Montagut                        | BCIN 1344-MH   | Medieval                  | Querol Al cim del turó de Montagut                                       | 41° 24′ 24″ N, 1° 25′ 20″ E / 41.4066667°N,1.4222222°E | RI-51-0006691 | Castell de Montagut (Querol) · Vegeu més fotos d'aquest monument · Carregueu una nova foto d'aquest monument                    |
| Castell de Saburella, Castell de Savorella | BCIN 1345-MH   | Romànic, gòtic XII-XIII   | Querol A la dreta del riu Gaià, a l'extrem nord-oest del terme municipal | 41° 25′ 29″ N, 1° 21′ 47″ E / 41.424635°N,1.363124°E   | RI-51-0006692 | Castell de Saburella (Querol) · Vegeu més fotos d'aquest monument · Carregueu una nova foto d'aquest monument                   |
| Centre històric de Querol                  | BCIL 1982      |                           | Querol                                                                   | 41° 25′ 23″ N, 1° 23′ 49″ E / 41.42294°N,1.39705°E     | IPA-2316      | Centre històric de Querol · Vegeu més fotos d'aquest monument · Carregueu una nova foto d'aquest monument                       |
| Esblada                                    | BCIL 1982      |                           | Querol                                                                   | 41° 26′ 40″ N, 1° 26′ 24″ E / 41.4444°N,1.4401°E       | IPA-2318      | Esblada (Querol) · Carregueu una nova foto d'aquest monument                                                                    |
| Església parroquial de Santa Maria         | BCIL 1982      | Romànic XII-XVII          | Querol C. de l'Església                                                  | 41° 25′ 26″ N, 1° 23′ 57″ E / 41.423930°N,1.399287°E   | IPA-2319      | Església parroquial de Santa Maria (Querol) · Vegeu més fotos d'aquest monument · Carregueu una nova foto d'aquest monument     |
| Esteles funeràries al cementiri            |                |                           | Querol C. de Santa Maria                                                 | 41° 25′ 25″ N, 1° 23′ 58″ E / 41.423747°N,1.399438°E   | IPA-2320      | Esteles funeràries al cementiri (Querol) · Vegeu més fotos d'aquest monument · Carregueu una nova foto d'aquest monument        |
| Cal Valldecerves                           |                |                           | Querol Al Clot de la Vall                                                | 41° 27′ 59″ N, 1° 29′ 07″ E / 41.466422°N,1.485300°E   | IPA-2321      | Cal Valldecerves (Querol) · Vegeu més fotos d'aquest monument · Carregueu una nova foto d'aquest monument                       |
| Església de Sant Jaume de Valldecerves     |                | Romànic XI-XII            | Querol Al costat de la casa de Valldecerves                              | 41° 28′ 00″ N, 1° 29′ 07″ E / 41.466603°N,1.485383°E   | IPA-2322      | Església de Sant Jaume de Valldecerves (Querol) · Vegeu més fotos d'aquest monument · Carregueu una nova foto d'aquest monument |
| Església de Sant Jaume d'Esblada           | BCIL 1982      | Romànic, obra popular XII | Querol Nucli urbà d'Esblada                                              | 41° 26′ 41″ N, 1° 26′ 25″ E / 41.444649°N,1.440377°E   | IPA-2323      | Església de Sant Jaume d'Esblada (Querol) · Vegeu més fotos d'aquest monument · Carregueu una nova foto d'aquest monument       |
| Església de Santa Maria de Valldossera     | BCIL 1982      | Barroc XVII               | Querol Ctra. de Santes Creus a Pontons                                   | 41° 24′ 02″ N, 1° 28′ 23″ E / 41.400636°N,1.472981°E   | IPA-2324      | Església de Santa Maria de Valldossera (Querol) · Vegeu més fotos d'aquest monument · Carregueu una nova foto d'aquest monument |
| Casa Gran                                  |                | Romànic, gòtic Medieval   | Querol Ctra. Santes Creus - Vilafranca                                   | 41° 24′ 29″ N, 1° 28′ 07″ E / 41.407968°N,1.468503°E   | IPA-2325      | Casa Gran (Querol) · Vegeu més fotos d'aquest monument · Carregueu una nova foto d'aquest monument                              |
| Mas de les Esplugues                       |                |                           | Querol Al costat de la ctra. C-37 de Santes Creus a Pontons              | 41° 28′ 15″ N, 1° 28′ 48″ E / 41.470766°N,1.480109°E   | IPA-2326      | Mas de les Esplugues (Querol) · Vegeu més fotos d'aquest monument · Carregueu una nova foto d'aquest monument                   |
| Molí de Baix (Cases Noves), el Molinot     |                | XIII, XIX                 | Querol Dreta riera de Marmellar                                          | 41° 23′ 20″ N, 1° 28′ 06″ E / 41.388789°N,1.468335°E   | IPA-14582     | Carregueu una nova foto d'aquest monument                                                                                       |
| Molí de Bonany                             |                |                           | Querol Dreta riera Marmellar                                             | 41° 23′ 35″ N, 1° 28′ 13″ E / 41.393168°N,1.470296°E   | IPA-14583     | Carregueu una nova foto d'aquest monument                                                                                       |
| Molí del Conillera                         |                | XV-XVI                    | Querol Dreta torrent d'Esblada                                           | 41° 26′ 01″ N, 1° 24′ 20″ E / 41.433551°N,1.405570°E   | IPA-14584     | Carregueu una nova foto d'aquest monument                                                                                       |
| Molí de Dalt (Cases Noves), els Molinots   |                | XIV-XV                    | Querol Dreta riera de Marmellar                                          | 41° 23′ 20″ N, 1° 28′ 07″ E / 41.388901°N,1.468504°E   | IPA-14585     | Carregueu una nova foto d'aquest monument                                                                                       |
| El Molinot                                 |                |                           | Querol Esquerra riu Gaià                                                 | 41° 23′ 51″ N, 1° 22′ 07″ E / 41.397555°N,1.368561°E   | IPA-14586     | Carregueu una nova foto d'aquest monument                                                                                       |
| Molí de Querol                             |                |                           | Querol Esquerra riu Gaià                                                 | 41° 25′ 30″ N, 1° 23′ 34″ E / 41.424889°N,1.392650°E   | IPA-14587     | Carregueu una nova foto d'aquest monument                                                                                       |
| Molí del Rector                            |                | XV-XVI                    | Querol Esquerra riu Gaià                                                 | 41° 26′ 22″ N, 1° 24′ 56″ E / 41.439499°N,1.415565°E   | IPA-14588     | Carregueu una nova foto d'aquest monument                                                                                       |
| El Molinet de Valldossera                  |                |                           | Querol Esquerra riera Valldossera                                        | 41° 23′ 50″ N, 1° 28′ 27″ E / 41.397308°N,1.474031°E   | IPA-14589     | El Molinet de Valldossera (Querol) · Vegeu més fotos d'aquest monument · Carregueu una nova foto d'aquest monument              |
| El Pou de Montagut                         |                | Obra popular              | Querol Església de Montagut                                              |                                                        | IPA-37142     | Carregueu una nova foto d'aquest monument                                                                                       |
| Forn de calç de l'Arboçar                  |                | Obra popular              | Querol                                                                   |                                                        | IPA-52454     | Carregueu una nova foto d'aquest monument                                                                                       |

## La Riba
| Monument                                                                        | Protecció    | Estil/època                                   | Localització                                                                    | Coordenades                                          | Codi?         | Imatge |
| ------------------------------------------------------------------------------- | ------------ | --------------------------------------------- | ------------------------------------------------------------------------------- | ---------------------------------------------------- | ------------- | --- |
| Torre del Petrol                                                                | BCIN 1865-MH | XIX                                           | La Riba Cim del puig Cabrer, serra de Miramar                                   | 41° 18′ 54″ N, 1° 11′ 28″ E / 41.315°N,1.1911111°E   | RI-51-0006696 | Torre del Petrol (la Riba) · Vegeu més fotos d'aquest monument · Carregueu una nova foto d'aquest monument                    |
| Església parroquial de Sant Nicolau                                             | BCIL 2006    | Neoclassicisme XVIII                          | La Riba C. Major, 1-3                                                           | 41° 19′ 08″ N, 1° 10′ 41″ E / 41.318815°N,1.178004°E | IPA-2328      | Església parroquial de Sant Nicolau (la Riba) · Vegeu més fotos d'aquest monument · Carregueu una nova foto d'aquest monument |
| Fàbrica de paper                                                                | BCIL 2006    | Arquitectura industrial XX                    | La Riba C. Cardenal Gomà, 41                                                    | 41° 19′ 00″ N, 1° 10′ 29″ E / 41.316571°N,1.174713°E | IPA-2331      | Fàbrica de paper (la Riba) · Vegeu més fotos d'aquest monument · Carregueu una nova foto d'aquest monument                    |
| Pont de l'Estret                                                                | BCIL 2006    | Arquitectura del ferro XIX                    | La Riba Sobre el riu Francolí, al congost de l'Estret de la Riba                | 41° 19′ 13″ N, 1° 10′ 58″ E / 41.320153°N,1.182766°E | IPA-2332      | Pont de l'Estret (la Riba) · Vegeu més fotos d'aquest monument · Carregueu una nova foto d'aquest monument                    |
| Museu biblioteca Josep Serra Farré, Casa Josep Serra                            | BCIL 2006    | Eclecticisme Francesc Adell i Ferré XX (1949) | La Riba Pl. Major, 3                                                            | 41° 19′ 06″ N, 1° 10′ 40″ E / 41.318270°N,1.177853°E | IPA-2333      | Casa Josep Serra (la Riba) · Vegeu més fotos d'aquest monument · Carregueu una nova foto d'aquest monument                    |
| Pont de la Riba, Pont de pedra del Francolí, Pont de Cal Sisquet, Pont de Pedra | BCIL 2006    | Obra popular                                  | La Riba Sota el nucli principal del poble                                       | 41° 19′ 04″ N, 1° 10′ 44″ E / 41.317864°N,1.179014°E | IPA-7962      | Pont de la Riba (la Riba) · Vegeu més fotos d'aquest monument · Carregueu una nova foto d'aquest monument                     |
| Font de Cal Sisquet                                                             | BCIL 2016    | Noucentisme XX (1934)                         | La Riba C. Costa baixa, 11                                                      | 41° 19′ 05″ N, 1° 10′ 44″ E / 41.318001°N,1.178755°E | IPA-7963      | Font de Cal Sisquet (la Riba) · Vegeu més fotos d'aquest monument · Carregueu una nova foto d'aquest monument                 |
| Molí Paperer                                                                    | BCIL 2006    |                                               | La Riba Al costat del riu Brugent, banda dreta de la carretera la Riba - Farena |                                                      | IPA-45711     | Carregueu una nova foto d'aquest monument                                                                                     |
| Molí de Cal Basora, Molí de Cal Besora, Molí del Guarro                         | BCIL 2019    | Obra popular XVIII                            | La Riba C. Major, 5                                                             | 41° 19′ 07″ N, 1° 10′ 41″ E / 41.31865°N,1.17811°E   | IPA-49419     | Carregueu una nova foto d'aquest monument                                                                                     |
| Molí del Racó                                                                   | BCIL 2017    | Obra popular XVIII                            | La Riba C. Costa Alta, 1                                                        | 41° 19′ 06″ N, 1° 10′ 40″ E / 41.31836°N,1.17770°E   | IPA-52254     | Carregueu una nova foto d'aquest monument                                                                                     |

## Rodonyà
| Monument                       | Protecció    | Estil/època                | Localització                   | Coordenades                                          | Codi?         | Imatge |
| ------------------------------ | ------------ | -------------------------- | ------------------------------ | ---------------------------------------------------- | ------------- | --- |
| Castell de Rodonyà             | BCIN 1866-MH | Gòtic-renaixement XVI-XVII | Rodonyà C. Major               | 41° 16′ 47″ N, 1° 23′ 56″ E / 41.279707°N,1.39887°E  | RI-51-0006706 | Castell de Rodonyà · Vegeu més fotos d'aquest monument · Carregueu una nova foto d'aquest monument                       |
| Església de Sant Joan Baptista | BCIL 1982    | Neoclassicisme XVIII       | Rodonyà Pl. Abad Belart        | 41° 16′ 45″ N, 1° 23′ 58″ E / 41.279267°N,1.399352°E | IPA-2335      | Església de Sant Joan Baptista (Rodonyà) · Vegeu més fotos d'aquest monument · Carregueu una nova foto d'aquest monument |
| Nucli de Rodonyà               | BCIL 1982    |                            | Rodonyà                        | 41° 16′ 48″ N, 1° 23′ 57″ E / 41.2799°N,1.3991°E     | IPA-2336      | Nucli de Rodonyà · Carregueu una nova foto d'aquest monument                                                             |
| Celler Cooperatiu              |              | Noucentisme XX (1932)      | Rodonyà C. Sant Roc, 2         | 41° 16′ 51″ N, 1° 23′ 50″ E / 41.28082°N,1.39729°E   | IPA-7964      | Carregueu una nova foto d'aquest monument                                                                                |
| Masia de Cal Cabellut          |              | Obra popular XVIII         | Rodonyà A l'est del nucli urbà | 41° 16′ 23″ N, 1° 26′ 07″ E / 41.27296°N,1.43539°E   | IPA-49071     | Carregueu una nova foto d'aquest monument                                                                                |

## El Rourell
| Monument                                        | Protecció    | Estil/època                          | Localització                 | Coordenades                                          | Codi?         | Imatge |
| ----------------------------------------------- | ------------ | ------------------------------------ | ---------------------------- | ---------------------------------------------------- | ------------- | --- |
| Casal dels Marquesos de Vallgornera, el Castell | BCIN 1867-MH | Obra popular XVII                    | El Rourell Pl. del Castell   | 41° 13′ 24″ N, 1° 13′ 08″ E / 41.22341°N,1.218817°E  | RI-51-0006709 | Casal dels Marquesos de Vallgornera (el Rourell) · Vegeu més fotos d'aquest monument · Carregueu una nova foto d'aquest monument |
| Església parroquial de Sant Pere                | BCIL 1982    | Neoclassicisme XVIII                 | El Rourell Pl. de l'Església | 41° 13′ 27″ N, 1° 13′ 07″ E / 41.224033°N,1.218636°E | IPA-2338      | Església parroquial de Sant Pere (el Rourell) · Vegeu més fotos d'aquest monument · Carregueu una nova foto d'aquest monument    |
| Casa al carrer Catalunya, 4                     |              | Modernisme (destruït per reforma) XX | El Rourell C. Catalunya, 4   | 41° 13′ 23″ N, 1° 13′ 03″ E / 41.223120°N,1.217624°E | IPA-2340      | Casa al carrer Catalunya, 4 (el Rourell) · Vegeu més fotos d'aquest monument · Carregueu una nova foto d'aquest monument         |
| Habitatge al carrer Catalunya, 48               |              | Eclecticisme XX (1916)               | El Rourell C. Catalunya, 48  | 41° 13′ 29″ N, 1° 13′ 04″ E / 41.224690°N,1.217802°E | IPA-2341      | Habitatge al carrer Catalunya, 48 (el Rourell) · Vegeu més fotos d'aquest monument · Carregueu una nova foto d'aquest monument   |
| Centre històric del Rourell                     | BCIL 1982    | Obra popular Medieval-XX             | El Rourell                   | 41° 13′ 25″ N, 1° 13′ 07″ E / 41.223645°N,1.218631°E | IPA-39983     | Centre històric del Rourell · Vegeu més fotos d'aquest monument · Carregueu una nova foto d'aquest monument                      |

## Vallmoll
| Monument                                              | Protecció    | Estil/època                  | Localització                                                   | Coordenades                                          | Codi?         | Imatge |
| ----------------------------------------------------- | ------------ | ---------------------------- | -------------------------------------------------------------- | ---------------------------------------------------- | ------------- | --- |
| Castell de Vallmoll                                   | BCIN 1716-MH | XIV-XVII                     | Vallmoll C. Major                                              | 41° 14′ 37″ N, 1° 14′ 53″ E / 41.243742°N,1.248048°E | RI-51-0006770 | Castell de Vallmoll · Vegeu més fotos d'aquest monument · Carregueu una nova foto d'aquest monument                             |
| Restes de la Muralla de Vallmoll                      | BCIL 2004    | XV                           | Vallmoll Av. Catalunya - c. Mn. Llop                           | 41° 14′ 38″ N, 1° 14′ 57″ E / 41.243959°N,1.249130°E | IPA-2343      | Muralla de Vallmoll · Vegeu més fotos d'aquest monument · Carregueu una nova foto d'aquest monument                             |
| Volta del Roser                                       | BCIL 2004    | Medieval                     | Vallmoll C. de l'Àngel - c. del Roser                          | 41° 14′ 32″ N, 1° 14′ 54″ E / 41.242240°N,1.248349°E | IPA-2344      | Volta del Roser (Vallmoll) · Vegeu més fotos d'aquest monument · Carregueu una nova foto d'aquest monument                      |
| Volta de Sant Llorenç                                 | BCIL 2004    | Gòtic Medieval               | Vallmoll C. Major                                              | 41° 14′ 34″ N, 1° 14′ 55″ E / 41.242791°N,1.248576°E | IPA-2345      | Volta de Sant Llorenç (Vallmoll) · Vegeu més fotos d'aquest monument · Carregueu una nova foto d'aquest monument                |
| Pont de la Rasa                                       | BCIL 2004    | Medieval                     | Vallmoll Camí a Puigpelat, prop de l'ermita del Roser          | 41° 14′ 51″ N, 1° 14′ 58″ E / 41.247549°N,1.249440°E | IPA-2347      | Pont de la Rasa (Vallmoll) · Vegeu més fotos d'aquest monument · Carregueu una nova foto d'aquest monument                      |
| Església parroquial de Santa Maria                    | BCIL 2004    | Barroc, neoclassicisme XVIII | Vallmoll Pl. de l'Església                                     | 41° 14′ 32″ N, 1° 14′ 57″ E / 41.242147°N,1.249160°E | IPA-2348      | Església parroquial de Santa Maria (Vallmoll) · Vegeu més fotos d'aquest monument · Carregueu una nova foto d'aquest monument   |
| Ermita del Roser                                      | BCIL 2004    | Gòtic XVI-XX                 | Vallmoll Camí a Puigpelat                                      | 41° 14′ 52″ N, 1° 14′ 59″ E / 41.247854°N,1.249692°E | IPA-2349      | Ermita del Roser (Vallmoll) · Vegeu més fotos d'aquest monument · Carregueu una nova foto d'aquest monument                     |
| Casa Vallvé                                           |              | Renaixement XVI              | Vallmoll C. la Unió, 23                                        | 41° 14′ 37″ N, 1° 14′ 56″ E / 41.243555°N,1.248778°E | IPA-2351      | Casa Vallvé (Vallmoll) · Vegeu més fotos d'aquest monument · Carregueu una nova foto d'aquest monument                          |
| Habitatge a l'avinguda Catalunya, 31                  | BCIL 2004    | Eclecticisme XX              | Vallmoll Av. Catalunya, 31                                     | 41° 14′ 37″ N, 1° 14′ 58″ E / 41.243744°N,1.249362°E | IPA-2352      | Habitatge a l'avinguda Catalunya, 31 (Vallmoll) · Vegeu més fotos d'aquest monument · Carregueu una nova foto d'aquest monument |
| Villa Remedio                                         | BCIL 2004    | Modernisme XX                | Vallmoll Ctra. Tarragona-Lleida                                | 41° 14′ 53″ N, 1° 15′ 00″ E / 41.248074°N,1.249904°E | IPA-2353      | Villa Remedio (Vallmoll) · Vegeu més fotos d'aquest monument · Carregueu una nova foto d'aquest monument                        |
| Villa Aymerich                                        | BCIL 2004    | Modernisme XX (1918)         | Vallmoll Ctra. Tarragona-Lleida                                | 41° 14′ 48″ N, 1° 14′ 57″ E / 41.246740°N,1.249293°E | IPA-2354      | Villa Aymerich (Vallmoll) · Vegeu més fotos d'aquest monument · Carregueu una nova foto d'aquest monument                       |
| Banc                                                  | BCIL 2004    | Modernisme XX                | Vallmoll Jardí de Vil·la Remedio, camí de Vallmoll a Puigpelat | 41° 14′ 53″ N, 1° 15′ 00″ E / 41.24806°N,1.25°E      | IPA-2355      | Carregueu una nova foto d'aquest monument                                                                                       |
| Habitatge a l'avinguda Catalunya, 19                  | BCIL 2004    | Obra popular XIX             | Vallmoll Av. Catalunya, 19                                     | 41° 14′ 39″ N, 1° 14′ 57″ E / 41.244108°N,1.249305°E | IPA-2356      | Habitatge a l'avinguda Catalunya, 19 (Vallmoll) · Vegeu més fotos d'aquest monument · Carregueu una nova foto d'aquest monument |
| Can Ballester                                         | BCIL 2004    | Obra popular XIX             | Vallmoll C. Unió, 30                                           | 41° 14′ 37″ N, 1° 14′ 57″ E / 41.243627°N,1.249044°E | IPA-2357      | Can Ballester (Vallmoll) · Vegeu més fotos d'aquest monument · Carregueu una nova foto d'aquest monument                        |
| Capella de Sant Magí                                  | BCIL 2004    | Neoclassicisme XIX           | Vallmoll C. Sant Magí, 13                                      | 41° 14′ 45″ N, 1° 14′ 56″ E / 41.245791°N,1.248767°E | IPA-2358      | Capella de Sant Magí (Vallmoll) · Vegeu més fotos d'aquest monument · Carregueu una nova foto d'aquest monument                 |
| Mas Marsol                                            | BCIL 2004    | XIX                          | Vallmoll Ctra. Vallmoll - la Masó                              | 41° 14′ 31″ N, 1° 13′ 57″ E / 41.241928°N,1.232450°E | IPA-2359      | Carregueu una nova foto d'aquest monument                                                                                       |
| Antiga porta del castell, Ajuntament                  | BCIL 2004    | Medieval                     | Vallmoll Pl. Major, 3                                          | 41° 14′ 33″ N, 1° 14′ 56″ E / 41.242580°N,1.248908°E | IPA-2361      | Antiga porta del castell (Vallmoll) · Vegeu més fotos d'aquest monument · Carregueu una nova foto d'aquest monument             |
| Creu de terme del camí de la Creu, Creu de les Cabres |              | Obra popular                 | Vallmoll Camí de la Creu                                       | 41° 14′ 06″ N, 1° 15′ 15″ E / 41.234901°N,1.254245°E | IPA-30872     | Creu de terme del camí de la Creu (Vallmoll) · Vegeu més fotos d'aquest monument · Carregueu una nova foto d'aquest monument    |
| Creu de terme del Portal de la Creu                   |              | Historicisme                 | Vallmoll Portal de la Creu                                     | 41° 14′ 31″ N, 1° 14′ 53″ E / 41.241910°N,1.247922°E | IPA-30874     | Creu de terme del Portal de la Creu (Vallmoll) · Vegeu més fotos d'aquest monument · Carregueu una nova foto d'aquest monument  |
| Nucli antic de Vallmoll                               | BCIL 2004    | Obra popular Medieval-XX     | Vallmoll Nucli històric dins del recinte emmurallat            | 41° 14′ 36″ N, 1° 14′ 56″ E / 41.243282°N,1.248823°E | IPA-39985     | Nucli antic de Vallmoll · Vegeu més fotos d'aquest monument · Carregueu una nova foto d'aquest monument                         |

## Valls
Vegeu la llista de monuments de Valls

## Vilabella
| Monument                                                        | Protecció    | Estil/època               | Localització                                         | Coordenades                                          | Codi?         | Imatge |
| --------------------------------------------------------------- | ------------ | ------------------------- | ---------------------------------------------------- | ---------------------------------------------------- | ------------- | --- |
| El Castell, Cal Cristí, Casal Castellví                         | BCIN 1868-MH | Gòtic, Renaixement XV-XVI | Vilabella C. Sant Pere, 1                            | 41° 14′ 51″ N, 1° 19′ 50″ E / 41.247415°N,1.330474°E | RI-51-0006784 | El Castell (Vilabella) · Vegeu més fotos d'aquest monument · Carregueu una nova foto d'aquest monument                       |
| Convent de Monges, Convent de les Germanes Dominiques           | BCIL 2003    | XIX (1887)                | Vilabella Raval del Roser, 10                        | 41° 14′ 51″ N, 1° 19′ 53″ E / 41.247409°N,1.331351°E | IPA-2459      | Convent de Monges (Vilabella) · Vegeu més fotos d'aquest monument · Carregueu una nova foto d'aquest monument                |
| Antic hospital                                                  |              | Obra popular XVII         | Vilabella C. Hospital, 5 (enderrocat)                | 41° 14′ 49″ N, 1° 19′ 49″ E / 41.246866°N,1.330413°E | IPA-2460      | Antic hospital (Vilabella) · Vegeu més fotos d'aquest monument · Carregueu una nova foto d'aquest monument                   |
| Portal de Sant Pere                                             |              | Gòtic XV                  | Vilabella Final carrer de Sant Pere                  | 41° 14′ 49″ N, 1° 19′ 44″ E / 41.246966°N,1.328894°E | IPA-2465      | Portal de Sant Pere (Vilabella) · Vegeu més fotos d'aquest monument · Carregueu una nova foto d'aquest monument              |
| Església parroquial de Sant Pere                                |              | Neoclassicisme XIX        | Vilabella Pl. de l'Església - raval del Roser        | 41° 14′ 53″ N, 1° 19′ 51″ E / 41.248172°N,1.330928°E | IPA-2467      | Església parroquial de Sant Pere (Vilabella) · Vegeu més fotos d'aquest monument · Carregueu una nova foto d'aquest monument |
| Torre i elements diversos de l'antiga església de Santa Maria   |              | Gòtic XIII                | Vilabella Darrera la Casa de la Vila                 | 41° 14′ 48″ N, 1° 19′ 47″ E / 41.246729°N,1.329795°E | IPA-2468      | Carregueu una nova foto d'aquest monument                                                                                    |
| Habitatge al carrer del Roser, 6, tipologia de casa de comparet |              | Obra popular              | Vilabella C. del Roser, 6 (enderrocada)              | 41° 14′ 52″ N, 1° 19′ 50″ E / 41.247650°N,1.330629°E | IPA-2473      | Habitatge al carrer del Roser, 6 (Vilabella) · Vegeu més fotos d'aquest monument · Carregueu una nova foto d'aquest monument |
| Ermita de Vilabella                                             |              | Barroc XVIII              | Vilabella Turó al sud del nucli urbà                 | 41° 14′ 32″ N, 1° 19′ 47″ E / 41.24215°N,1.32983°E   | IPA-2474      | Carregueu una nova foto d'aquest monument                                                                                    |
| Rectoria, Museu del Camp                                        |              | Obra popular XIX (1864)   | Vilabella Pl. de l'Església - raval del Roser, 24    | 41° 14′ 53″ N, 1° 19′ 53″ E / 41.248035°N,1.331364°E | IPA-2475      | Rectoria (Vilabella) · Vegeu més fotos d'aquest monument · Carregueu una nova foto d'aquest monument                         |
| Molí de Bràfim                                                  |              |                           | Vilabella Dreta riu Gaià, al nord-est del nucli urbà | 41° 15′ 10″ N, 1° 21′ 19″ E / 41.252848°N,1.355411°E | IPA-14617     | Carregueu una nova foto d'aquest monument                                                                                    |

## Vila-rodona
Vegeu la llista de monuments de Vila-rodona